# La palanca de Sant Andreu de la Barca
La palanca de Sant Andreu de la Barca és una obra del municipi de Sant Andreu de la Barca (Baix Llobregat) inclosa en l'Inventari del Patrimoni Arquitectònic de Catalunya. La Palanca estava construïda amb un sistema popular, la passera són tot un seguit de lleixes de fusta amb la barana feta d'una corda gruixuda que s'aguanta amb uns suports de ferro posats de forma periòdica.

## Història
Aquesta palanca era considerada una de les més llargues que es coneixen a Catalunya, mesurava aproximadament uns 100 m. En el seu origen unia Sant Andreu de la Barca amb els termes de Papiol i Castellbisbal.
A començaments de segle xx, Sant Andreu de la Barca va comptar amb dues infraestructures per creuar el riu Llobregat. Per un costat un sistema aeri, però durà pocs anys, d'altra banda la Palanca, que durà quasi un segle, però la van haver d'enderrocar per la construcció d'una autopista cap a l'any 1997.